# Kibungan
Kibungan est une municipalité de la province de Benguet, aux Philippines.